# مازن بن الأزد
مازن بن الأزد هو جدٌّ جاهلي. من عقبه مزيقياء، ومنه تفرع أكثر قبائل الأزد، منها: الأنصار، وبارق، وألمع، وخزاعة، والعَتيك، وشَكْر. قال الزركلي: «مازن بن الأزد بن الغوث بن نبت، من كهلان: جد جاهلي. يقال له "زاد السفر". وهو جماع غسان، قال الهمداني: غسان، هم بنو مازن ابن الأزد خاصة. من عقبه "مزيقياء" ومنه تفرع أكثر قبائل الأزد.»

## نسبه
مازن بن الأزد بن الغوث بن نبت بن مالك بن زيد بن كهلان بن سبأ بن يشجب بن يعرب بن قحطان.
واختلف النسابة في النسب بعد قحطان، وفي ذلك قال البلاذري: «اختلف الناس في قحطان. فقال بعضهم: قحطان هو يقطان المذكور في التوراة بعينه، إلا أن العرب أعربته فقالت قحطان. وقال آخرون: هو قحطان ابن هود عليه السلام بن عبد الله بن الخلود بن عاد بن عوص بن إرم بن سام ابن نوح، وهو غير يقطان».قال هشام الكلبي كان أبي محمد بن السائب الكلبي والشرقي بن القطامي يقولان: «قحطان بن الهميسع بن تيمن بن نبت بن قيذار - وهو قيدر - وكان قيدر صاحب إبل إسماعيل. واسمه مشتق من ذلك. وهو ابن إسماعيل عليه السلام بن إبراهيم». وقال صاحب الطبقات الكبير:«الأزد - واسمه درا - ابن الْغَوْثِ بْن نَبْتِ بْن مَالِكِ بْن زَيْد بْن كهلان بن سبأ - واسمه عامر - وسمي سبأ لأنه أوّل من سبى السبي. وكان يدعى عَبْد شمس من حسنه. ابن يشجب بْن يعرب. وهو المرعف. ابن يقطن، وهو قحطان. وإلى قحطان جماع اليمن. فَمَنْ نسبه إِلَى إِسْمَاعِيل بْن إِبْرَاهِيم ﷺ قَالَ قحطان بْن الهميسع بْن تيمن بْن نبت بْن إِسْمَاعِيل بْن إِبْرَاهِيم. هكذا كان ينسبه هِشَامُ بْنُ مُحَمَّدِ بْنِ السَّائِبِ الْكَلْبِيُّ عَنْ أَبِيهِ. ويذكر عن أَبِيهِ أنّه أدرك أَهْل النسب والعلم ينسبون قحطان إِلَى إِسْمَاعِيل بْن إِبْرَاهِيم».وقال المبرد:«قحطان عند أهل العلم، فهو ابن الهميسع بن تيمن بن نبت بن قيذار بن إسماعيل».

## وصيته
قال الدعبل بن علي، أن مازن بن الأزد وصى ابنه ثعلبة بن مازن، فقال:
قال الدعبل بن علي: فيقال: إن ثعلبة بن مازن بن الأزد حفظ وصيته أبيه، وثبت عليها، وعمل بها بعد وفاة أبيه، وسمع وأطاع الملك قطن بن عريب، وتقلد له الأعمال التي كان يتقلدها أبوه مازن بن الأزد، وكتب إلى عماله في الثغور والأطراف، فسمعوا له وأطاعوا، ودفعوا إليه الإتاوة التي كانوا يدفعونها إلى أبيه.
ويقال: إن ثعلبة بن مازن بن الأزد جرّد أحمس بن عوف بن أنمار بن دارس بن عمرو بن الغوث بن نبت بن مالك بن زيد بن كهلان إلى الطود، وهي البلاد التي يقال لها السراة، وهي فيما بين الطائف وجرش، جرده إليها في قومه بني أنمار بن دارس بن عمرو بن الغوث وفيمن ضمهم إليه من سائر حمير وكهلان.
قال: وسألت أبا علي الهجري عمن خرج مع أحمس بن عوف بن أنمار من قومه بني أنمار، فقال: خرج معه بنو بجيله بن أنمار وبنو أقيل بن أنمار، وهم من بني عوف بن أنمار، فسألته عن أقيل، فقال: منهم شهران وكود وناهس والأوس وأس، فسألته عن ولد أحمس فقال: من ولده بنو أمينه بن معاوية بن أسلم بن أحمس بن عوف بن أنمار. وهذه القبائل تعرف بخثعم وبجيلة وأسد بن الحميس القحافي، وقحافة بطن من شهران: " من البسيط "
ويقال: إن ثعلبة بن مازن بن الأزد لم يزل للملك قطن بن عريب على ما كان عليه أبوه مازن بن الأزد لقطن بن عريب بن زهير، وكذلك لابنه الغوث بن قطن بن عريب.